# 黒川能

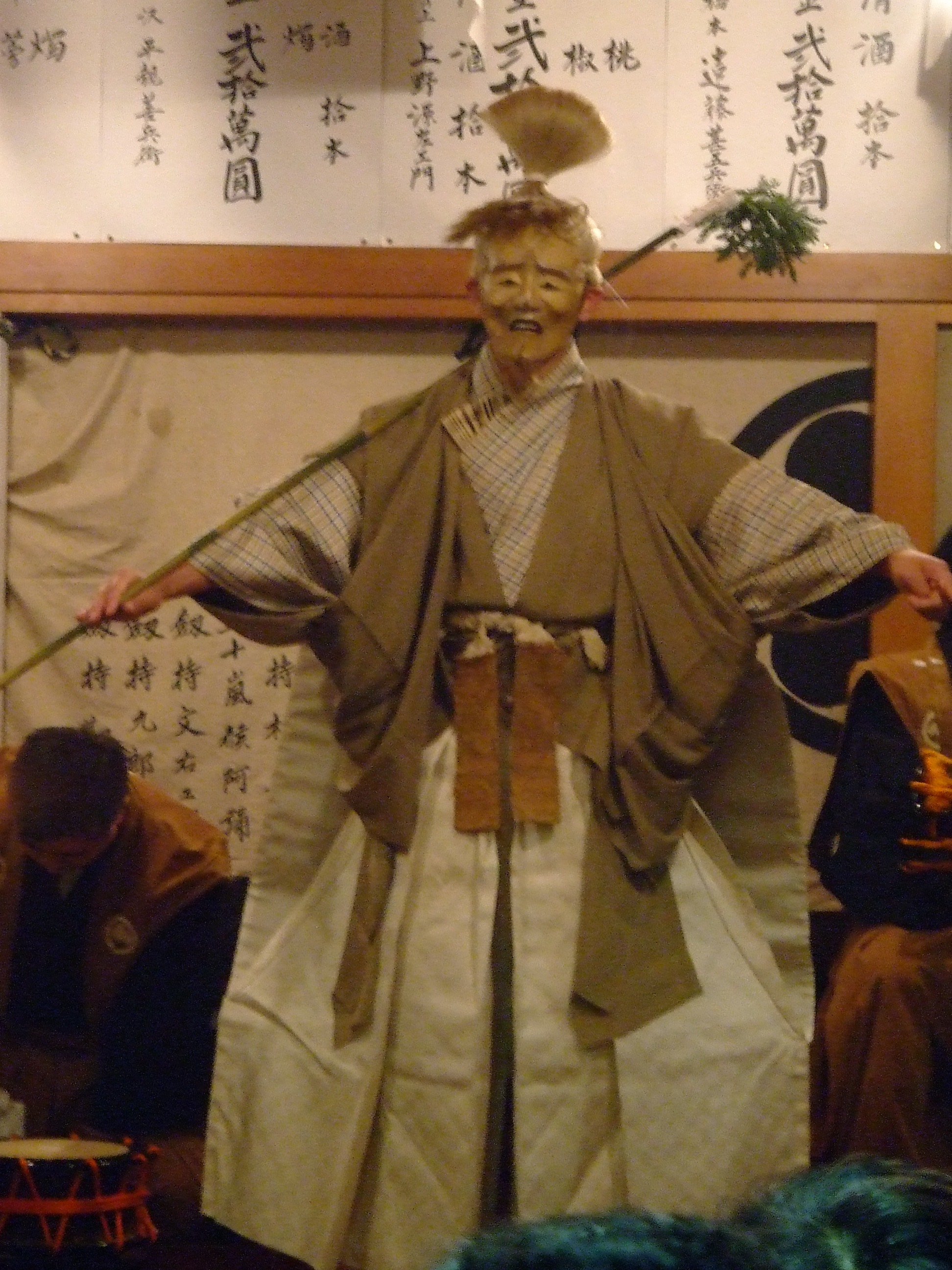
黒川能の「高砂」

黒川能（くろかわのう）は、山形県の庄内地方に伝わる伝統芸能である。国の重要無形民俗文化財（1976年指定）。

## 概要
黒川能は世阿弥が大成した猿楽の流れを汲むが、いずれの能楽の流派にも属さずに独自の伝承を続け、500年ものあいだ受け継がれて来た庄内地方固有の郷土芸能である。奉納神事でもあるため、最初にまず能を演じるにあたり、春日神や氏神などの大神の許しを受けるために神主が祈祷してから能を舞う。そのため能役者は玄人の能楽師によるものではなく、囃子方も含めて春日神社の氏子が務めるのが習わしである。
一般に黒川能と呼ばれるのは、山形県鶴岡市黒川にある、807年に創建された春日神社の「王祇祭」で演じられる能のことを指すが、他にも3月23日の祈年祭、5月8日の例祭、11月23日の新穀感謝祭でも舞われる。また羽黒山上の出羽三山神社で7月15日に、鶴ヶ岡城内の荘内神社でも8月15日にそれぞれ奉納上演される。このほか国内外でも上演実績があり、1989年には姉妹県州盟約5周年を記念し、米国コロラド州で海外初公演を行ったほか、2008年には仏国パリでも公演した。
王祇祭は旧正月にあたる2月1日の夜に、春日明神の依り代である王祇様を迎え、舞った男児が健康に育つとされる大地踏に続き、上・下両座に祭の庭を設けて能5番、狂言4番などが夜を徹し披露される。翌2日の暁には王祗様が社に帰る宮のぼりという神事があり、夕方から舞台造りの拝殿で両座立ち会いの能が奉納される。
使われる衣装類には山形県の有形文化財に指定されている光狩衣・蜀紅の錦といった能衣装は清和天皇の御衣とされ、中には現在でいう能楽の発生初期のものと見られる能面もある。また、室町時代から伝わる能装束2点は国の重要文化財に指定されている。このほか、五流（観世・宝生・金剛・金春・喜多）では既に廃曲となった謡曲や、受け継がれなかった演式も現存し、能540番、狂言50番が伝わる。
王祗祭では、能の幕あいに黒川地区の住民が総出で作った凍み豆腐が振る舞われることから地元では「とうふ祭り」とも呼ばれる。しかし、近年では地区の人口減少から振る舞われる凍み豆腐の数も減っている。

## 起源伝承
- 貞観年間（859年 - 877年）にある事情から宮廷を抜け出し、黒川の地に身を隠した清和天皇がこの地の人情と自然を愛し、大内掛りという宮廷の秘事能を里人に教えたのが由来。
- 後小松天皇（室町時代）の第3皇子・小川宮が世の乱れを避けて出家、龍樹宮と改名して諸国を巡歴した後鶴岡市小名部、黒川と移った際里人に能を伝授したというもの。
- 鎌倉時代から庄内地方を領有した武藤氏（藤原北家出身）が京から能役者を連れて帰ったのが始まりというもの。

地元には小川宮の墓とされる皇子塚、宮の行宮跡という松樹院、清和天皇付きの牧童が建てたという牧童院などがある。室町時代に織られた能装束が現存していることから、少なくとも室町時代末期には発祥していたものと思われる。